# Камінґ-аут (фільм, 1989)
«Камінґ-аут» (фр. Coming Out) — німецька романтична драма 1989 року, поставлена режисером Гайнером Каровим. Фільм став першим і останнім фільмом Східної Німеччини про життя геїв — через кілька годин після прем'єри, яка відбулася 9 листопада 1989, почалося повалення Берлінського муру. На 40-му Берлінському кінофестивалі у 1990 році фільм отримав Срібного ведмедя та Премію Тедді за найкращий ігровий фільм  .
У 2015 році фільм було відібрано для відкриття конкурсної програми «Сонячний зайчик» на 45-му Київському міжнародному кінофестивалі «Молодість». Виконавець головної ролі Матіас Фрайгоф входив до складу міжнародного журі цього фестивалю.

## Сюжет
Якось уночі молодий учитель середньої школи Філіп Кларман (Матіас Фрайгоф) натрапляє на гей-бар, де зустрічає та з першого погляду закохується у молодого Маттіаса. Але Філіп не знає, як поступити, тому що його подруга та колега Таня вагітна від нього, а східнонімецьке суспільство засуджує гомосексуальність. Філіп переживає важку кризу і усвідомлює, що для нього немає іншого шляху, як прийняти себе, таким як є, і свої почуття до Матіаса (здійснити камінг-аут).

## В ролях
| Матіас Фрайгоф      | ···· | Філіп Кларманн            |
| Дагмар Манцель      | ···· | Таня                      |
| Дірк Куммер         | ···· | Матіас                    |
| Міхаель Гвіздек     | ···· | Ахім                      |
| Вернер Діссель      | ···· | літній гомоексуал         |
| Гудрун Ріттер       | ···· | фрау Мулерман, офіціантка |
| Вальфріде Шмітт     | ···· | мати Філіпа               |
| Аксель Вандтке      | ···· | Якоб                      |
| Пірре Зануссі-Блісс | ···· | араб                      |
| Рене Шмідт          | ···· | юнак у парку              |
| Томас Ґумперт       | ···· | Ларрі                     |
| Урсула Стаак        | ···· | розпусниця                |
| Роберт Гуммель      | ···· | Лутц                      |
| Хорст Зітен         | ···· | довготелесий хлопець      |

## Визнання
| Нагороди та номінації фільму «Камінґ-аут» | Нагороди та номінації фільму «Камінґ-аут» | Нагороди та номінації фільму «Камінґ-аут»                                  | Нагороди та номінації фільму «Камінґ-аут»         | Нагороди та номінації фільму «Камінґ-аут» | Нагороди та номінації фільму «Камінґ-аут» |
| Рік                                       | Нагорода                                  | Категорія                                                                  | Номінант                                          | Результат                                 |                                           |
| ----------------------------------------- | ----------------------------------------- | -------------------------------------------------------------------------- | ------------------------------------------------- | ----------------------------------------- | ----------------------------------------- |
| 1990                                      | Берлінський кінофестиваль                 | Золотий ведмідь                                                            | Камінґ-аут                                        | Номінація                                 |                                           |
| 1990                                      | Берлінський кінофестиваль                 | Срібний ведмідь (за прояв поваги до прав людини, гуманізм і толерантність) | Гайнер Каров                                      | Перемога                                  |                                           |
| 1990                                      | Берлінський кінофестиваль                 | Премія Тедді                                                               | Камінґ-аут                                        | Перемога                                  |                                           |
| 1990                                      | Кінофестиваль в Еберсвальде (НДР)         | Найкращий режисер                                                          | Гайнер Каров                                      | Перемога                                  |                                           |
| 1990                                      | Кінофестиваль в Еберсвальде (НДР)         | Найкращий молодий актор                                                    | Матіас Фрайгоф                                    | Перемога                                  |                                           |
| 1990                                      | Берлінська Академія витончених мистецтв   | Приз Конрада Вольфа                                                        | Гайнер Каров (режисер), Вольфрам Вітт (сценарист) | Перемога                                  |                                           |